# هومر س. هابارد
هومر س. هابارد (بالإنجليزية: Homer C. Hubbard)‏ هو لاعب كرة قدم أمريكية أمريكي، ولد في 14 أكتوبر 1885 في إيدا غروف في الولايات المتحدة، وتوفي في 7 أغسطس 1955 في شيلدون في الولايات المتحدة.

## وصلات خارجية
- هومر س. هابارد على موقع كلية كرة السلة في سبورتس رفرنس.كوم (الإنجليزية)